# Boronia affinis
Boronia affinis là một loài thực vật có hoa trong họ Cửu lý hương. Loài này được R.Br. ex Benth. mô tả khoa học đầu tiên năm 1863.